# Impatiens pseudoviola
Espèce
Classification phylogénétique
Impatiens pseudoviola est une espèce de plante à fleurs du genre Impatiens (les Impatientes) et de la famille des Balsaminaceae.